# Xanthorhoe viridata
Xanthorhoe viridata är en fjärilsart som beskrevs av Swinhoe 1904. Xanthorhoe viridata ingår i släktet Xanthorhoe och familjen mätare. Inga underarter finns listade i Catalogue of Life.